# سم (فرانسه)
سُم (به فرانسوی: Somme) تلفظ فرانسوی: [sɔm]) هشتادمین شهر، از شهرستان‌های (دپارتمان) فرانسه واقع در شمال کشور است. این شهر در ناحیه پیکاردی قرار دارد.

## نگارخانه

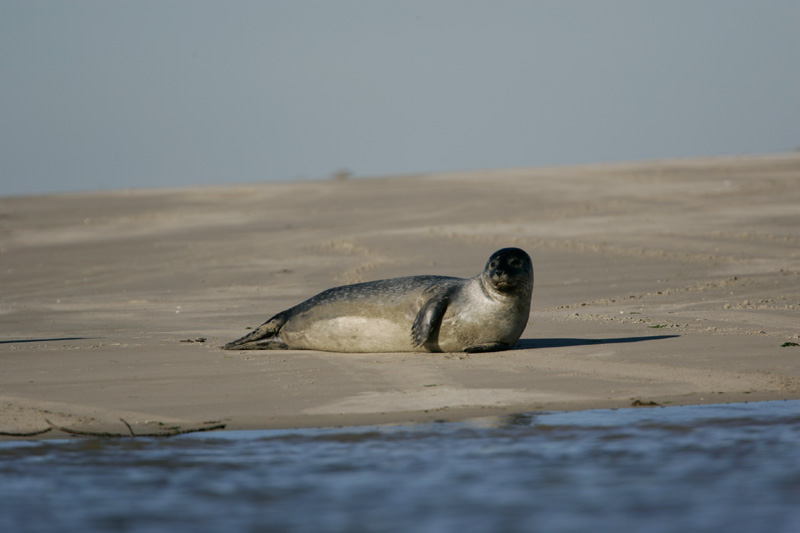
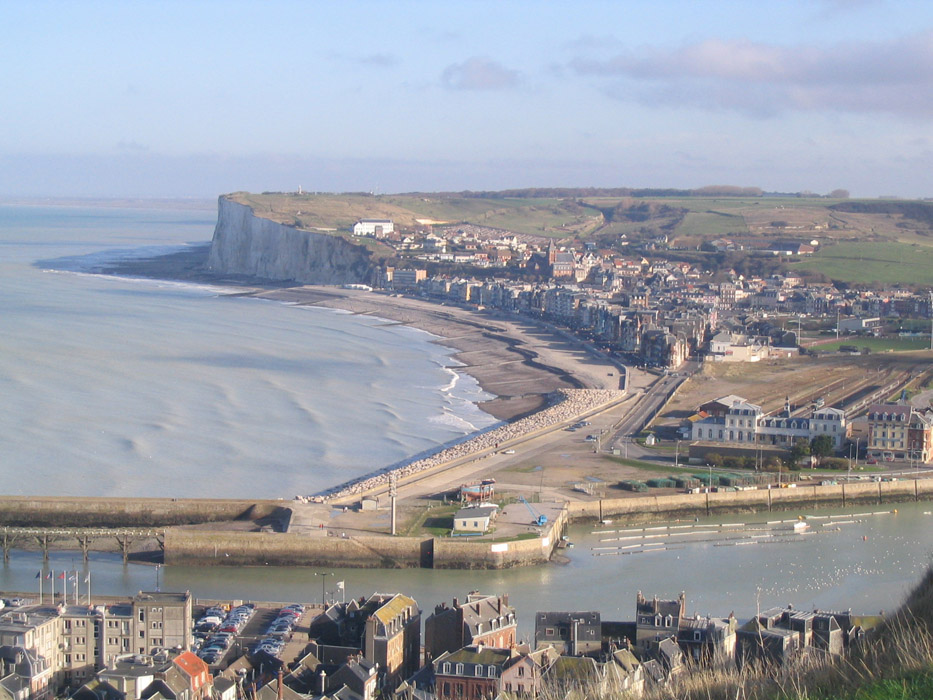
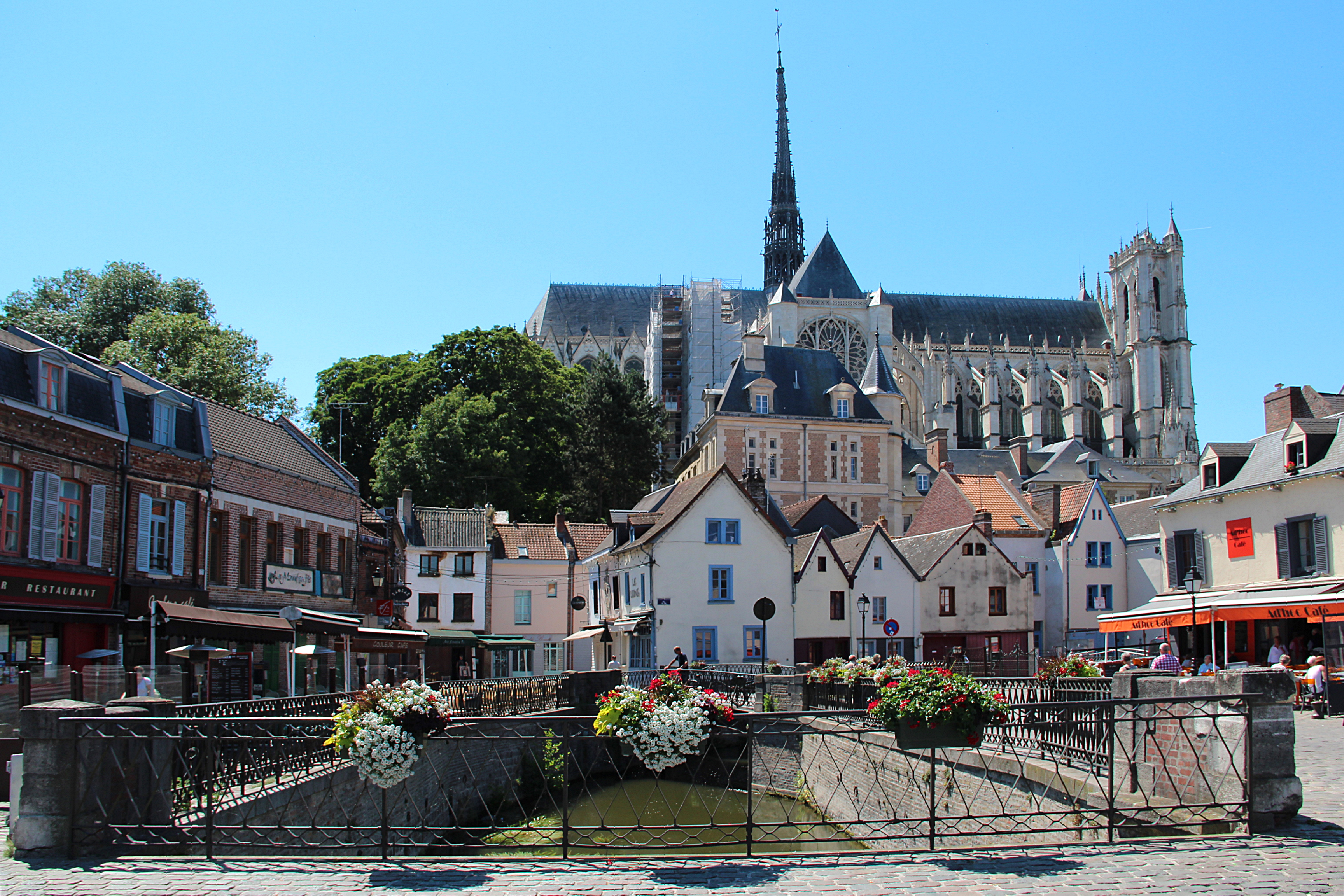
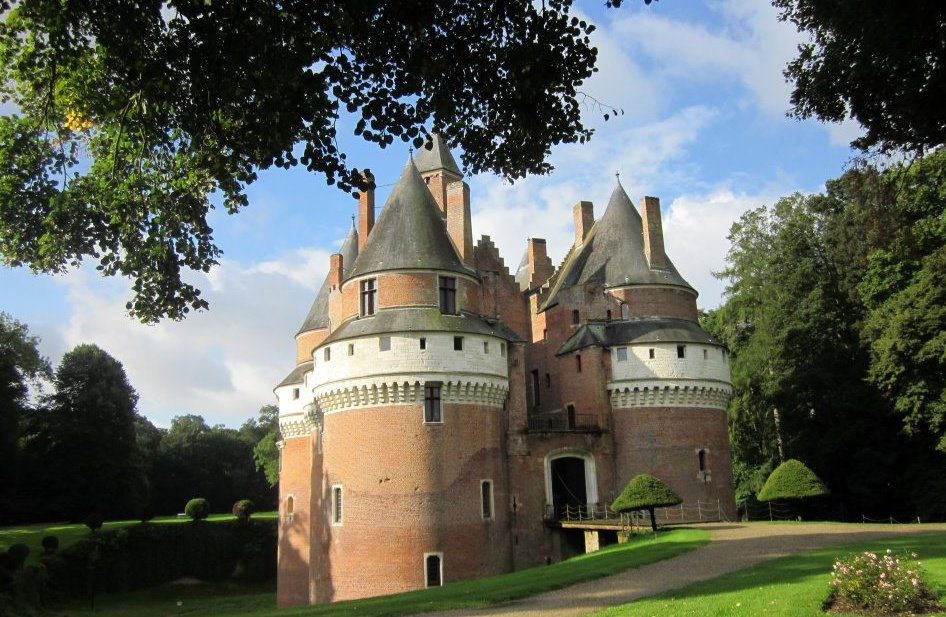
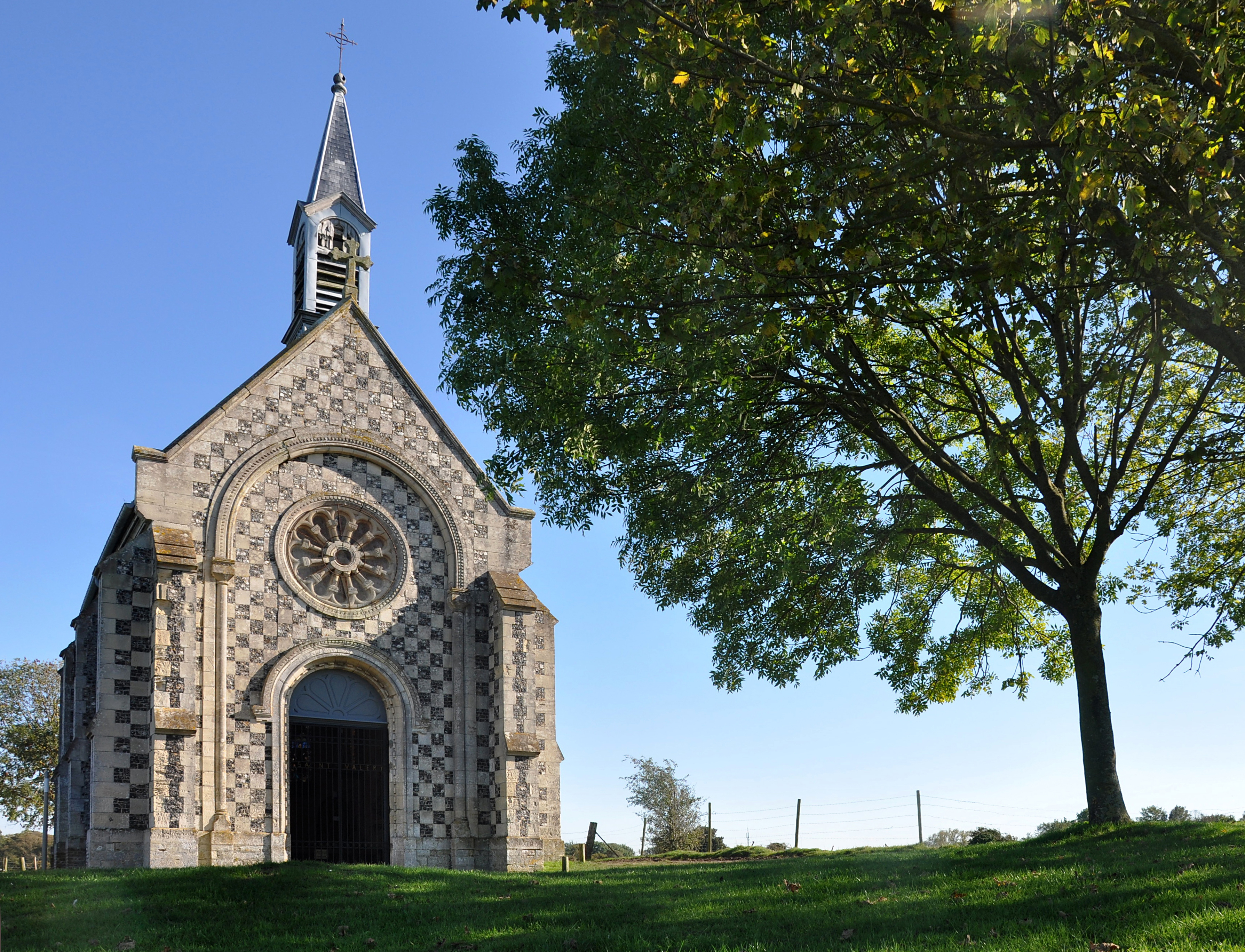